# San Michele a Ripa
O Ospizio di San Michele a Ripa Grande ou Hospício de São Miguel, conhecido também como Ospizio Apostolico di San Michele, em Roma, é atualmente formado por uma série de edifícios na porção meridional do rione Trastevere, de frente para o Tibre e que se estende a partir da Ponte Sublicio por quase quinhentos metros. O complexo todo está do outro lado do rio do rione Ripa, numa área conhecida como Porto di Ripetta, na tradicional vizinhança do Monte Aventino de Roma. O Porto di Ripa Grande era o porto fluvial que servia aos que chegavam do porto mediterrâneo de Óstia e fazia parte do principal porto de Roma. Apesar da dificuldade de grandes navios subirem o Tibre até Roma, os menores frequentemente chegavam ali com suprimentos e passageiros.

## História
Os edifícios do moderno Ospizio di San Michele foram construídos nos séculos XVII e XVIII e serviram a diversas funções, incluindo um orfanato, um hospício para idosos abandonados e prisão para menores de idade e mulheres. Em 1679, um sobrinho do novo papa Inocêncio XI (r. 1676–1689), monsenhor Carlo Tommaso Odescalchi, encomendou ao arquiteto Mattia de Rossi um projeto e, no espaço de cinco anos, construiu um hospício ali para abrigar e treinar crianças órfãs na confecção de tapetes e tapeçarias. A este edifício foram adicionados, em 1693, o Ospizio dei Poveri Inabilito ("Hospício dos Pobres Deficientes") e, em 1709, o papa Clemente XI encomendou ao arquiteto Carlo Fontana uma expansão ainda maior do complexo e transferiu para lá os idosos que viviam no Ospedale dei Mendicanti, que ficava na Via Giulia. Adições posteriores acrescentaram uma prisão para menores e uma escola de artes. Em 1735, o papa Clemente XII contratou Ferdinando Fuga para projetar uma prisão feminina e um quartel para oficiais da alfândega portuária.
A "Chiesa Grande", conhecida também como San Salvatore degli Invalide, segue o projeto de Carlo Fontana (1706), mas a construção só terminou em 1834, obra de Luigi Poletti. Na edícula da igreja está uma estátua de Jesus de Adamo Tadolini.
A menor e mais antiga igreja de Santa Maria del Buon Viaggio, na ponta sudeste do complexo, foi dedicada aos marinheiros que embarcavam ali para descer o Tibre. Inicialmente, a igreja incorporava parte da muralha da cidade e foi depois incorporada ao complexo. Ela permanece fechada desde então.

## Declínio e recuperação
O complexo esteve mais ativo como uma instituição de caridade no início do século XIX. A fábrica de tapeçarias, chamada de "Arazzeria Albani", só fechou em 1910.
Depois da Unificação da Itália, o complexo foi confiscado e entregue à cidade de Roma e iniciou-se um período de grande degradação para o complexo. Durante a Segunda Guerra Mundial, abrigaram-se ali soldados do Eixo quanto Aliados. Em 1969, o complexo foi comprado pelo estado e escritórios do "Ministero dei Beni Culturali" se mudaram para lá. Atualmente os salões da antiga fábrica de tapeçarias são utilizados para o restauro de obras do patrimônio histórico italiano.

## Galeria

Imagens da igreja
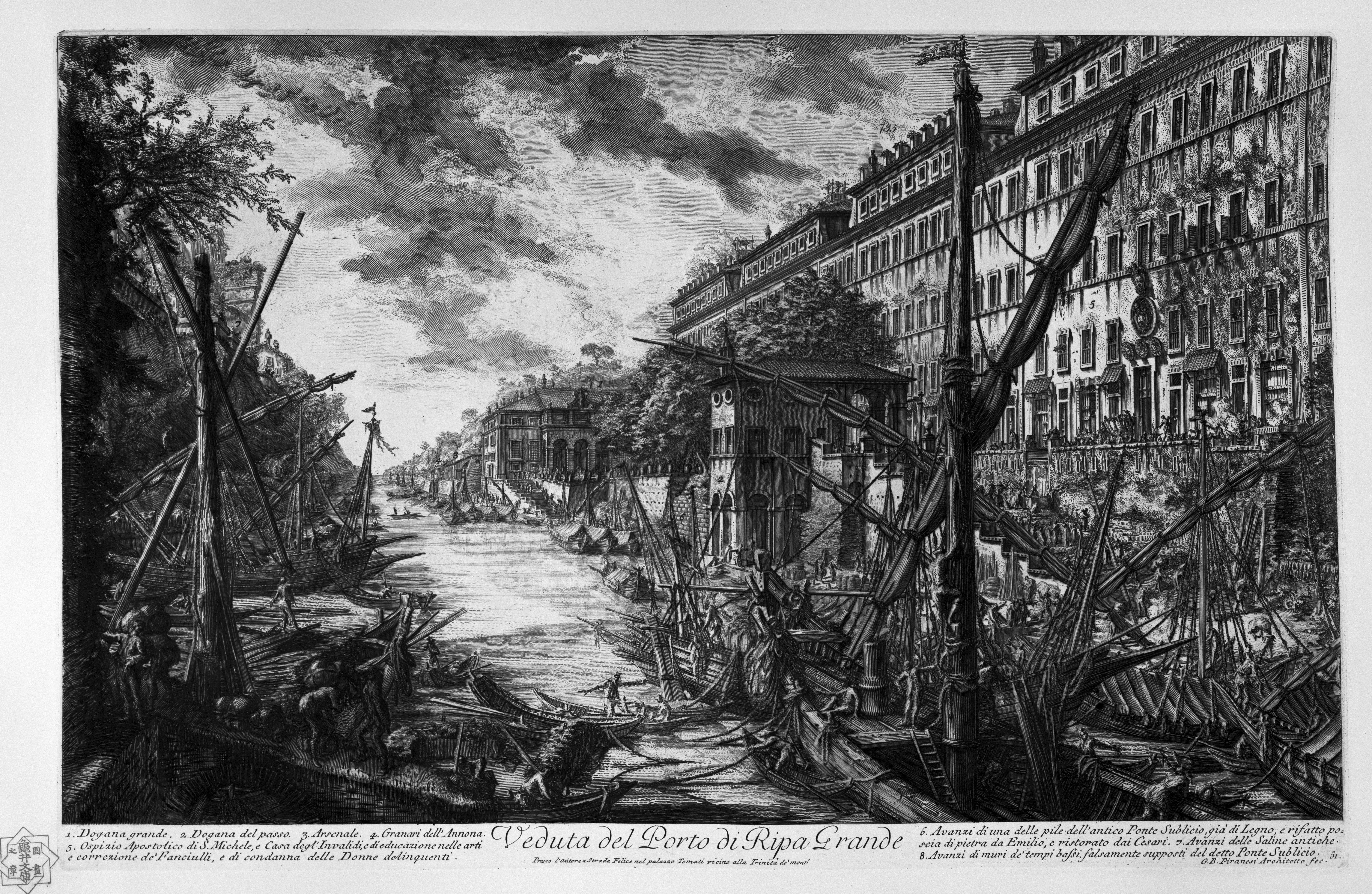
Porto di Ripa Grande, gravura de Piranesi (séc. XVIII)
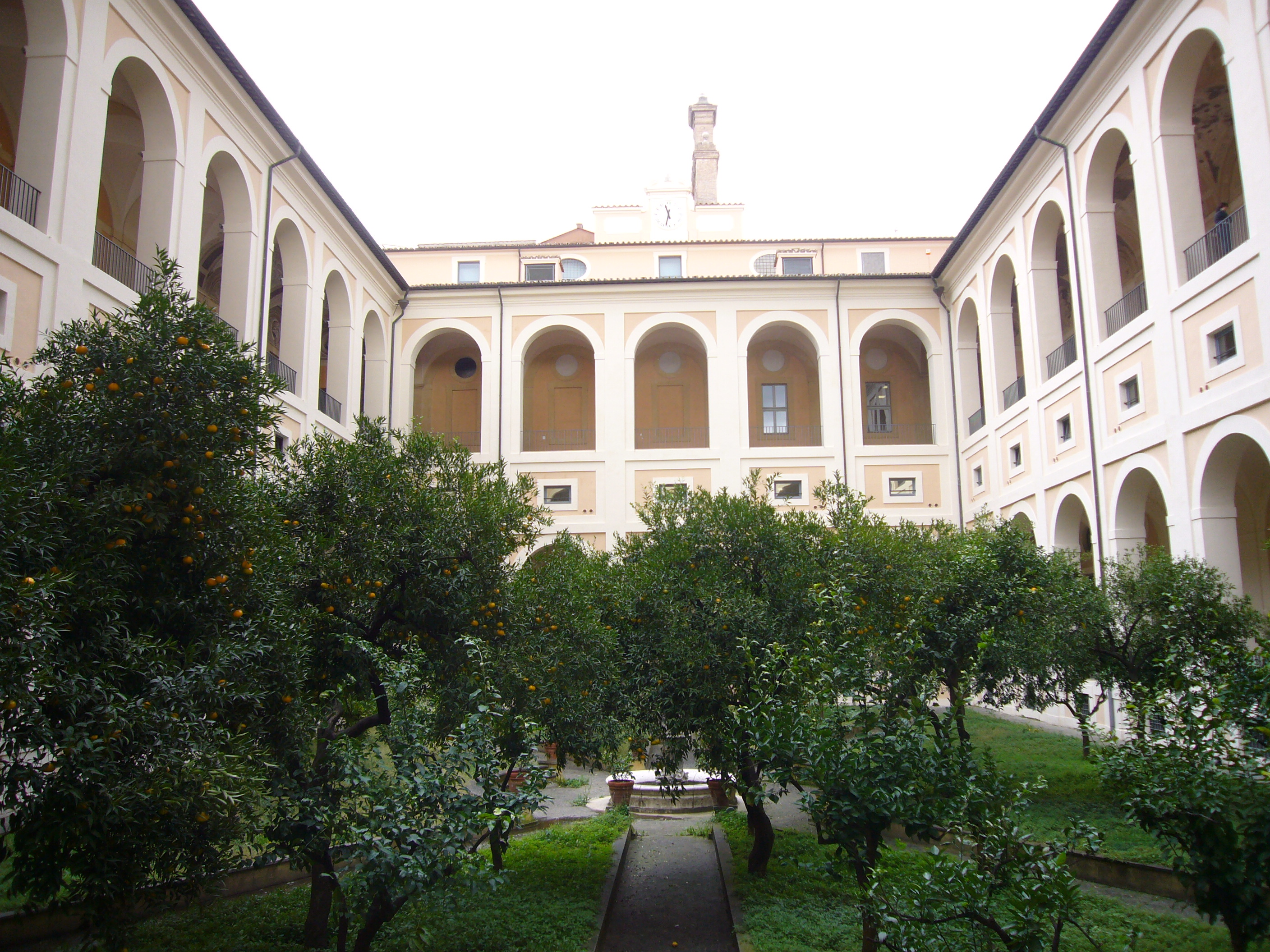
Pátio interno